# Яран-Пасайоль
Яра́н-Пасайо́ль або Яранпасає́ль або Яра́н-Па́са-Йоль (рос. Яран-Пасаёль, Яранпасаель, Яран-Паса-Ёль) — річка в Республіці Комі, Росія, ліва притока річки Ілич, правої притоки річки Печора. Протікає територією Троїцько-Печорського району.
Річка починається на північних схилах гори Кичиль-Із (висота 911 м), протікає на північний захід, захід, південний захід, південь та південний захід.